# Azle (Texas)
Azle város az USA Texas államában, Parker és Tarrant megyében. Lakosainak száma 13 369 fő (2020. április 1.).

## Népesség
A település népességének változása:

| 2010 | 10 947 |
| 2020 | 13 369 |